# Callionymus fasciatus
Callionymus fasciatus är en fiskart som beskrevs av Valenciennes, 1837. Callionymus fasciatus ingår i släktet Callionymus och familjen sjökocksfiskar. IUCN kategoriserar arten globalt som livskraftig. Inga underarter finns listade.